# Abschied für länger

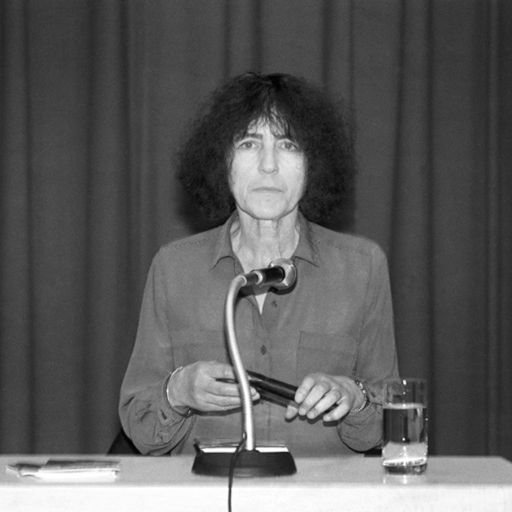
Gabriele Wohmann (1992)

Abschied für länger ist ein kleiner Roman von Gabriele Wohmann aus dem Jahr 1965. Rowohlt legte das Werk 1969 bis 1984 elfmal auf.

## Der Roman
Die 33-jährige Ich-Erzählerin bringt zwei Abschiede zur Sprache. Einmal möchte sie ihrem Strass, einem ehemaligen Mathematikstudenten, näher sein. Sie verabschiedet sich von ihrer Familie und unternimmt zwei Reisen zu dem reichlich vierzig Jahre alten verheirateten pharyngitischen Geliebten, der mit seiner Ehefrau Kinder hat. Der zweite Abschied betrifft den müden, kränklichen, übergewichtigen Strass selbst. Die junge Frau verlässt den inzwischen geschiedenen Mann, der sie nicht heiraten möchte und lieber mit einer anderen anbandelt. Die Erzählerin kehrt in den Schoß ihrer Familie zurück, obwohl sie gerne mit Strass, dem Mann, der nicht nur krankheitshalber lediglich noch flüstert, weitermachen möchte.
Während die erste Reise vom Heimatort der Erzählerin – das ist eine Kreisstadt an dem Flüsschen Litter – per Bahn sechshundert Kilometer über viele Stunden hinweg südwärts ins Schwäbische führt, bringt sie die zweite Reise in den Nordosten Londons.
Die Erzählerin gibt berufliche Tätigkeit außerhalb vor. Die Eltern wissen nichts von Strass. Dieser rationalisiert dort in Schwaben und England die Buchhaltung kleiner und mittlerer Betriebe mit Hilfe von Buchungsautomaten und leitet allerorten Seminare zu jener Rationalisierung. Man lebt im Lochkartenzeitalter. Die Erzählerin muss im Hotel beziehungsweise in der Pension lange auf den Geliebten warten. Wenn Strass bis Dienstschluss auf seinem jeweiligen Arbeitsplatz ausharrt, so tut er das nicht aus Pflichtgefühl, sondern aus Interesse an der Rationalisierung der Büroarbeit. Überdies erwartet sein Arbeitgeber, dass Strass Einladungen zum Abendessen im Hause des jeweiligen Unternehmers annimmt. Somit hat die Erzählerin sehr viel Zeit. In Schwaben wartet sie nicht in ihrem Hotel Wachturm, sondern schlägt die Zeit tot, indem sie bei dem Unternehmen novafilm kleine Texte verfasst und sich an Interviews für Dokumentarfilme beteiligt. In London unternimmt sie manchmal Ausflüge in die Umgebung der Metropole.
Der Leser muss sich zunächst mit der Form des sperrigen Textes anfreunden. Denn die zermürbende Wiederholung, Einzelheiten der buchhalterischen Tätigkeit Strassens betreffend, muss hingenommen werden ebenso wie fortlaufend krasse Verstöße gegen das Regelwerk der deutschen Rechtschreibung. Gemeint sind zum Beispiel Fragesätze ohne Fragezeichen oder auch Dialoge ohne die gebräuchliche Interpunktion. Schwerer als diese Kleinigkeiten wiegt das Springen zwischen den inneren Bedeutungsebenen des Textes. Auf der oberflächlichen Ebene – nennen wir sie „Reise nach außerhalb“ – geht es auf engem Textraume kreuz und quer zur daheimgebliebenen Familie und zur toten Schwester Ruthie. An letztere hat die Erzählerin den ganzen Romantext gerichtet. Ruthie hatte vor knapp zwanzig Jahren einen Unfall mit Todesfolge. Das Kind stürzte beim waghalsigen Klettern aus einer Platanenkrone ab. Die Erzählerin kommt nicht darüber hinweg.
Den Gesetzen der Logik folgt die Erzählerin nicht immer. So zitiert sie, was eine ihrer Rivalinnen, nur für Strass hörbar, dem Geliebten zuflüstert.
Trotz oben genannter „Mängel“ muss der Vortrag einer großartig-verhalten erzählten Liebesgeschichte bewundert werden: Als sich Strass in Schwaben an der Fakturiermaschine einem gewissen Fräulein Maltan zuwendet, macht ihm die Erzählerin keine Szene, sondern beobachtet scharfäugig und mit übermäßig gespitzten Ohren das sich anbahnende neue Verhältnis. Die Erzählerin trinkt eine Flasche des „Sterbemittels“ Korn aus und zieht sich von Strass für längere Zeit zurück. Es bleibt somit in dem Roman nicht bei zwei Abschieden. Aber es zieht die Erzählerin wieder zu dem Geliebten hin. In England dann möchte Strass seinen Fräulein-Maltan-„Seitensprung“ mit einer gewissen Monica wiederholen. Die Erzählerin zieht sich daraufhin zum letzten Mal im Roman von dem nun allerdings lebensbedrohlich am Kehlkopf erkrankten Strass zurück.
Entwaffnend erscheint auch die innere Ehrlichkeit des Textes. Mehrmals im Roman fragt Strass die Erzählerin, was sie eigentlich wolle. Prompt erwidert sie jedes Mal: Geheiratet werden. Dabei ist das Schlafen neben Strass anstrengend, denn er schläft unruhig. Sie schreibt: „Ich schlafe besser ohne Strass.“ Lesenswert ist – wie zurückhaltend die Erzählerin ihre Erlebnisse „in den Armen von Strass“; sprich, ihren Geschlechtsverkehr mit Strass, umschreibt. So verbirgt sie in dem gemeinsamen Schlafzimmer die beiden Schlafanzüge vor dem Putzfrauen. Das ist eindeutig. Manches ist zweideutig – als sie zum Beispiel schreibt, ob sie zufriedengestellt werden kann oder der mehrfache Verweis auf Strassens „sympathische Hände“. In London dann spricht die Erzählerin von „unserem Zimmer“ und steigert „unser Schlafzimmer“. Die Erzählerin wird deutlicher: „Seine [Strassens] Hand schob vorsichtig meinen Rock hoch... die andere Hand kam unter meinen Pullover...“

## Rezeption
- Dagmar Ulbricht schreibt,[6] die Erzählerin und der „todkranke, völlig verschlossene“ Strass lebten aneinander vorbei. Erzählt werde keine Liebes-, sondern eine Familiengeschichte, denn der Text beginne und ende in der Familie. Zudem käme die Erzählerin in keiner Phase dieses Monologs an die Adresse der toten Schwester Ruthie von ihrer Familie los.
- Hans-Albert Walter trifft mehrfach den erzählerischen Kern des Romans, wenn er zum Beispiel die Reserviertheit der Erzählerin hervorhebt. Sie nennt weder ihren Namen noch den Vornamen des Geliebten. Die Zurückhaltung artet in wechselseitigem Verschweigen aus: Strass verschweigt sowohl seine Scheidung als auch seine Krankheit und die Erzählerin verheimlicht ihr Wissen von der Scheidung. Als die Erzählerin Kenntnis von der lebensbedrohlichen Erkrankung des Geliebten hat, will sie Sterbehilfe leisten. Als sich der Plan nicht vollstrecken lässt[7], geht sie nach Deutschland zurück. Das Ausmalen des Vordergründigen mache Gabriele Wohmanns stilistische Stärke aus. Dabei komponiere die Erzählerin knapp, pointiert und geschickt. Im Tonfall natürlich bleibend, glücke ihr mit dem beinahe Allwissen der Nacherzählerin ein feinfühliger Realismus. Die Erzählerin gäbe sich Schuld am Tod der Schwester Ruthie.